# Арзамасский приборостроительный завод
Акционерное общество «Арзамасский приборостроительный завод имени П. И. Пландина» (сокращённое наименование — АО «АПЗ») — предприятие, выпускающее приборы для авиационной и космической отраслей, а также продукцию гражданского назначения. Завод разрабатывает и производит гироскопические приборы, системы управления, бортовые электронно-вычислительные машины, рулевые приводы, контрольно-поверочные комплексы, расходомерную и медицинскую технику.
Генеральный директор Андрей Анатольевич Капустин.
Из-за вторжения России на Украину, предприятие находится под санкциями стран Евросоюза, США, Украины и Новой Зеландии

## Основные показатели
Количество сотрудников — более 6 тысяч человек.
Объём производства — в 2022 году более чем 13 миллиардов рублей.
Почти 90 % продукции производится в рамках гособоронзаказа.

## Руководство
- А. И. Стафеев (21 сентября 1955 года — 1958 год)
- П. И. Пландин (17 ноября 1958 года — 5 октября 1987 года)
- Ю. П. Старцев (29 октября 1987 года — 7 июня 2008 года)
- О. В. Лавричев (7 июня 2008 года — 12 января 2020 года)[7]
- А. А. Капустин (13 января 2020 года — н. в.)

## История предприятия

### Основание
21 сентября 1955 года министерство авиационной промышленности СССР назначило Алексея Ивановича Стафеева директором строящегося в Арзамасе предприятия А-161 (будущий Арзамасский приборостроительный завод). Строительство было начато 4 мая 1956 года.
Весной 1957 года была упразднена Арзамасская область, а её территория присоединена к Горьковской области, в связи с чем строящемуся заводу передали часть зданий, в которых раньше размещались областные учреждения. Благодаря этому серийный выпуск продукции был начат уже 22 мая 1957 года. Первоначально завод производил электродинамические фонарики (народное название — «жучок»).
Позднее был налажен выпуск фильмоскопов, а в конце 1957 года завод стал производить индикаторы кислорода и дистанционные указатели жидкого кислорода. Через некоторое время предприятие освоило выпуск объединённых разъёмов кресла лётчика в самолёте, открыв тем самым новую страницу в своей истории.

### Пландинская эпоха в развитии АПЗ
17 ноября 1958 года директором завода стал Павел Иванович Пландин. Под его руководством были построены практически все заводские корпуса, здания приборостроительного техникума и политехнического института, общежития, пионерский лагерь, базы отдыха в Крыму, медико-санитарная часть, профилакторий «Морозовский», тринадцать детских дошкольных учреждений, жилые микрорайоны, создан агроцех — совхоз «Морозовский». Позднее за заслуги перед городом Пландину было присвоено звание «Почётный гражданин города Арзамаса», а одна из улиц была названа его именем. В 2011 году имя Пландина было присвоено Арзамасскому приборостроительному заводу.
В 1960-х годах под руководством Пландина завод освоил выпуск приборов для авиационной промышленности, в том числе гироскопов, были организованы ОКБ гироскопии и филиал завода в рабочем посёлке Шатки.
В 1972 году заводу было присвоено имя 50-летия СССР. В том же году Государственный знак качества СССР был присвоен позиционному манометру МП-600 и магнитофону «Легенда-404», производимым Арзамасским приборостроительным заводом.
Совместно с Институтом кибернетики АН УССР был разработан биоэлектрический стимулятор «Миотон». В 1977 году разработаны уникальная инерциальная система и серия малогабаритных установок числового программного управления («Базис НШ-222», «Модуль НШ-221», «Модуль НШ-222»). В 1985 году завод был награждён дипломом I степени ВДНХ СССР за комплекс средств автоматизации механообработки.

### Конверсия производства в 80-е
В 1987 году директор завода П. И. Пландин скончался, и предприятие возглавил Юрий Павлович Старцев.
В конце 1980-х — начале 1990-х годов предприятие оказалось на грани остановки. Из-за сокращения военных расходов завод буквально за несколько месяцев снизил объём выпускаемой продукции на 40 %. Потребовалось срочное перепрофилирование производства.
В 2003 году предприятию вручена премия «Российский национальный Олимп» в номинации «Промышленность. Производство». За инновационную и инвестиционную деятельность, внедрение передовых технологий и достижение высокого качества выпускаемой продукции АПЗ награждён Штандартом губернатора Нижегородской области.

### Развитие в новых реалиях
С июня 2008 года генеральным директором предприятия стал Олег Вениаминович Лавричев.
С 16 мая 2015 года форма собственности предприятия изменилась на Акционерное общество «Арзамасский приборостроительный завод имени П. И. Пландина» (сокращённо: АО «АПЗ»).
13 января 2020 года генеральным директором предприятия назначен Андрей Анатольевич Капустин.
21 марта 2022 года предприятие вошло в состав АО Корпорация «Тактическое ракетное вооружение» (сокращённо: КТРВ)